# Teucholabis (Teucholabis) confluenta
Teucholabis (Teucholabis) confluenta is een tweevleugelige uit de familie steltmuggen (Limoniidae). De soort komt voor in het Oriëntaals gebied.